# Лиман (Лиманська сільська громада)
Лима́н (до 14 листопада 1945 Золокари) — село в Україні, у Білгород-Дністровському районі Одеської області. Адміністративний центр Лиманської сільської громади. Населення становить 1513 осіб.
Село розташоване на схід від лиману Сасик, за 6 км на північ від Чорного моря, за 4 км на захід від села Приморське (Шагани) і за 15 км на південь від села Трапівка. Районний центр — місто Білгород-Дністровський знаходиться в 105 кілометрах. Найближча залізнична станція у селищі Сарата, що за 45 км.
В межі села входить рекреаційна зона Катранка на узбережжі лиману Джантшейський.

## Населення
Згідно з переписом УРСР 1989 року чисельність наявного населення села становила 1791 особа, з яких 772 чоловіки та 1019 жінок.
За переписом населення України 2001 року в селі мешкали 1624 особи.

### Мова
Розподіл населення за рідною мовою за даними перепису 2001 року:
| Мова       | Відсоток |
| ---------- | -------- |
| українська | 93,85 %  |
| російська  | 2,74 %   |
| румунська  | 2,38 %   |
| болгарська | 0,85 %   |
| білоруська | 0,12 %   |
| гагаузька  | 0,06 %   |